# Ahmed Abdi Godane
Ahmed Abdi Godane, noto anche con il nome di battaglia Mukhtar Abu Zubair (in somalo Axmed Cabdi Godane; in arabo أحمد عبدي جودان‎?; Hargheisa, 10 luglio 1977 – Baraawe, 1º settembre 2014), è stato un terrorista somalo legato ad Al-Shabaab.
Godane fu l'emiro (leader) di Al-Shabaab, un gruppo islamico con sede in Somalia, e venne designato dagli Stati Uniti come terrorista.
Durante la sua guida di Al-Shabaab, il gruppo giurò fedeltà ad Al-Qaeda. È stato ucciso in un attacco mirato statunitense il 1º settembre 2014 nel sud della Somalia.

## Primi anni di vita
Ahmed Abdi Godane nacque a Hargeisa, nel Somaliland, il 10 luglio 1977. Proveniva dal sottoclan Arap del clan maggiore Isaaq. Secondo alcuni rapporti avrebbe avuto un'infanzia difficile e avrebbe trascorso del tempo in un orfanotrofio. La sua formazione iniziale fu presso la scuola islamica Umar bin al-Khattab ad Hargeisa, dove secondo quanto riferito eccelleva a livello accademico. Godane vinse borse di studio per proseguire gli studi in Sudan e Pakistan, successivamente si iscrisse a una madrassa in Pakistan con il sostegno finanziario di ricchi sauditi. Si ritiene che sia stato durante i suoi viaggi all'estero attratto dall'islamismo militante e che Godane si sia recato in Afghanistan nel 1998, dove avrebbe ricevuto un addestramento militare ed esperienza sul campo di battaglia al fianco dei talebani. Durante questo periodo, strinse un'amicizia con Ibrahim Haji Jama Mee'aad, noto anche come Ibrahim al-Afghani. Nel 2001 tornò in Somaliland.
Mentre era in Somaliland, Godane ottenne un lavoro di alto profilo come venditore presso al-Barakat, una società di rimesse somala. Godane iniziò anche a prendere parte a dibattiti religiosi sul salafismo e iniziò a esprimere critiche nei confronti dell'amministrazione del Somaliland, ritenendola "non islamica". Successivamente tentò di fondare una propria organizzazione jihadista in Somaliland, ma l’ambiente si rivelò estremamente ostile e resistente ai suoi sforzi.
Nel 2002, Godane e al-Afghani si trasferirono nella regione etiope dell'Ogaden con l'intenzione di fondare un nuovo gruppo jihadista. Durante la loro permanenza lì, Godane e i suoi combattenti organizzarono un'imboscata contro un convoglio di trafficanti di droga di ritorno dal Somaliland in Etiopia, provocando la morte dei trafficanti e il sequestro di circa 1 milione di dollari. Le autorità etiopi arrestarono la maggior parte degli assalitori, ma Godane e al-Afghani riuscirono a sfuggire alla cattura e nel giro di un paio di mesi fuggirono nel sud della Somalia, dove l'assenza di un governo funzionale favoriva le loro attività.

## Unione delle corti islamiche
Usando il denaro ricavato dalla rapina, Godane e al-Afghani riuscirono a infiltrarsi nei tribunali islamici. Nel 2005, Godane iniziò a stringere stretti rapporti con altri leader all'interno dell'Unione delle corti islamiche (ICU) e stabilì una forte alleanza con il leader di al-Shabaab, Aden Hashi Farah Aero. Presumibilmente è stato coinvolto nell'omicidio di diversi operatori umanitari in Somaliland, tra cui la coppia britannica Dick ed Enid Eyeington, è stato poi condannato in contumacia a 25 anni di prigione per accuse legate al terrorismo. Durante questo periodo, Godane assunse il comando di un numero significativo di combattenti di al-Shabaab e giocò un ruolo fondamentale nella campagna di successo dell'ICU per sconfiggere i signori della guerra locali e catturare Mogadiscio. A metà del 2006 assunse il ruolo di segretario generale del Consiglio esecutivo dell'ICU.
Il 24 settembre 2006, l'ICU catturò l'importante città portuale da Barre Adan Shire Hiiraale, leader della Juba Valley Alliance. Successivamente si verificò una disputa tribale tra i leader Habar Gidir della fazione al-Shabaab all'interno dell'ICU e il clan dell'Ogaden guidato dalle Brigate Ras Kamboni di Hassan Abdullah Hersi al-Turki sulla posizione del capo della polizia militare. Venne raggiunto un compromesso in cui entrambi i gruppi concordarono di nominare Ahmed Godane, un outsider proveniente dal clan Arap settentrionale, a capo delle forze militari nella città strategica di Kismayo, nel Basso Giuba.

## Al-Shabaab

### Ascesa al potere
Dopo che l’invasione etiope rovesciò l’ICU dal potere nel 2006, Godane fu uno dei leader di al-Shabab determinanti nella riorganizzazione del gruppo e nel gettare le basi per il lancio della sua insurrezione contro l’occupazione etiope. È stato anche in prima linea nel delegittimare Sharif Sheikh Ahmed dopo che quest’ultimo venne eletto nuovo presidente del governo federale di transizione somalo (TFG). Godane, durante il suo periodo come emiro, supervisionò la rapida espansione sia del controllo territoriale di al-Shabab nella Somalia meridionale e centrale, sia dell'organizzazione delle strutture di governo per esercitare un certo grado di controllo su queste aree appena acquisite. I governatori regionali furono nominati per supervisionare l'attuazione delle politiche, dei programmi e degli editti del gruppo a livello provinciale (wilayat), mentre gli amministratori locali esercitavano l'autorità ai livelli inferiori.
Dopo il ritiro delle truppe etiopi nel 2009, al-Shaabab riuscì a raggiungere una relativa stabilità nelle aree sotto il suo controllo implementando un'interpretazione rigorosa della legge della Shari'a, concentrandosi sull'esecuzione di punizioni per reati specifici come omicidio, furto, rapina, adulterio, fornicazione e spionaggio. Questo rigoroso codice legale ebbe implicazioni economiche, portando a un aumento del commercio e degli scambi nelle aree sotto l'influenza di al-Shabab, comprese le principali città come Baidoa e Kismayo. Nel 2011 le autorità locali dei ribelli avviarono anche progetti di lavori pubblici, tra cui la costruzione di ponti e strade, lo sviluppo di canali di irrigazione e la distribuzione di aiuti per la carestia. Inoltre, al-Shabab creò una rete mediatica competente e multilingue.
Godane respinse gli obiettivi nazionalisti somali poiché credeva che l'impegno del gruppo in Somalia fosse una parte della jihad globale guidata da al-Qaeda. Nella sua prima dichiarazione come capo di al Shabaab, datata 2 giugno 2008, Godane giurò fedeltà a Osama bin Laden e giurò che il suo gruppo avrebbe lanciato un attacco diretto contro gli Stati Uniti. Godane continuò a rifiutare i negoziati con quello che definì il "governo apostata", sostenendo che il governo federale di transizione somalo doveva arrendersi o affrontare la distruzione. "Diciamo ai Mujaheddin di non fidarsi [dei negoziati], e dovrebbero sapere che è il percorso che ha portato coloro che stanno combattendo oggi all'apostasia", disse in un messaggio audio diffuso sui forum jihadisti il 6 luglio 2009.
Nel gennaio 2010, Godane, parlando a nome di Al-Shabaab, rilasciò una dichiarazione in cui ribadiva il suo sostegno ad al-Qaeda affermando che avevano "accettato di unirsi alla jihad internazionale di al-Qaeda". Per la sua fedeltà ad Al-Qaeda, il governo degli Stati Uniti annunciò una taglia di 7 milioni di dollari per informazioni che portassero alla cattura di Godane. Nel luglio 2010, Godane rivendicò la responsabilità di due attentati mortali a Kampala, in Uganda, per conto di al Shabaab. Al riguardo comunicò: "Se Allah vuole, ci vendicheremo per tutti coloro che sono stati martirizzati dalle armi dell'AMISOM. Quello che è successo a Kampala è solo l'inizio e un preludio".

### Tensioni all'interno di Al-Shabaab
Godane e il suo caro amico Ibrahim Haji Jama Mee'aad (alias Ibrahim Al-Afghani) salirono entrambi alla ribalta all'interno di Al-Shabaab nello stesso periodo ma, nonostante la loro stretta relazione, i due uomini avevano opinioni ampiamente divergenti su quale sarebbe stato il futuro dell'organizzazione. Ciò provocò tensioni all'interno di Al-Shabaab e l'alienazione di molti dei più vecchi amici di Godane quando divenne evidente che l'agenda di Godane era transnazionale.
Godane dovette affrontare critiche interne a causa della fallita "offensiva del Ramadan" nell'agosto 2010, caratterizzata da attacchi di fanteria di massa mal pianificati a Mogadiscio contro le posizioni dell'SNA e dell'AMISOM, causando significative vittime tra i ribelli. L’insoddisfazione all’interno di al-Shabab era incentrata sul controllo del consiglio consultivo, con Godane che lo affiancava ai lealisti e metteva da parte critici come Robow e Hassan Dahir Aweys. La discordia interna si esacerbò ulteriormente in seguito all’ingresso delle forze militari etiopi nella Somalia sud-occidentale e quando le forze keniote invasero la Somalia meridionale durante l’operazione Linda Nchi, rispettivamente nell’ottobre e nel novembre 2011. Nel corso del tempo, man mano che le perdite sul campo di battaglia aumentavano e al-Shabab subiva ulteriori sconfitte, riemersero vecchi problemi di contingenza, così come la discussione sul trattamento dei musulmani e il disprezzo per le vittime musulmane.
A metà marzo 2012, un importante membro americano di al-Shabab, Omar Hammami, avviò una significativa crisi interna. Hammami pubblicò un video sul suo account YouTube, dichiarando la sua partenza dal gruppo a causa di disaccordi su "Shari'a e strategia", citando preoccupazioni per la sua sicurezza. Hammami, insieme ad altri combattenti stranieri insoddisfatti come Khattab al-Masri, fu impegnato in controversie pubbliche con al-Shabab e i suoi sostenitori sia online che offline. Questo conflitto divise la comunità online jihadista, creando un incubo nelle pubbliche relazioni per Godane e i suoi sostenitori. In mezzo alle crescenti critiche da parte di Hammami e dei combattenti stranieri dissidenti, Godane dovette affrontare una significativa sfida interna da parte di importanti leader dissidenti di al-Shabab, inclusi i membri fondatori Mukhtar Robow e Hassan Dahir Aweys. Nell'aprile 2013, anche un sostenitore di lunga data di Godane, Ibrahim al-Afghani, denunciò il leader del gruppo in una lettera ad Ayman al-Zawahiri accusando Godane di usare la violenza per reprimere il dissenso e maltrattare i combattenti stranieri. Godane rispose a queste accuse con la forza. Secondo quanto riferito, ordinò l'uccisione di Hammami e di altri jihadisti stranieri il 25 aprile. Afghani, Robow e Aweys emisero una fatwa dicendo ai sostenitori di Godane di cessare la caccia ad Hammami. Alla fine di giugno 2013, a Barawe scoppiarono combattimenti tra le forze fedeli a Godane e quelle fedeli ad Afghani, Robow e Aweys. Afghani rimase ucciso, mentre Robow e Aweys fuggirono dalla città e successivamente si rivolsero al governo. Nel settembre 2013 l'Amniyat controllata da Godane, il ramo dell'intelligence di al-Shabab, alla fine localizzò e uccise Hammami e un altro combattente dissidente, Usama al-Britani. Prima della sua morte, Hammami accusò Godane di aver ucciso musulmani innocenti e lo etichettò come un “apostata”.

### Consolidamento
In seguito all'eliminazione di Hammami e dei suoi sostenitori, Godane e i suoi lealisti avevano saldamente il controllo di al-Shabaab. La sua ascesa al vertice del potere venne ottenuta attraverso un consolidamento graduale ma persistente del controllo all’interno del gruppo, manovre strategiche per eclissare i rivali e un sostegno significativo da parte di segmenti chiave di al-Shabaab, in particolare la rete Amniyat. Pochi mesi dopo, ottenne una significativa vittoria mediatica quando i militanti di al-Shabaab presero il controllo del lussuoso Westgate Mall di Nairobi, confondendo le forze di sicurezza keniane per diversi giorni. Godane rivendicò l'attacco al centro commerciale Westgate del 2013 a Nairobi, in Kenya. Avvertì il Kenya di prepararsi "per una guerra di lunga durata, sangue, distruzione ed evacuazione", affermando che l'attacco era una rappresaglia per l'invasione della Somalia da parte del Kenya nel 2011. Mentre Godane espandeva il campo di battaglia di al Shabaab, il gruppo continuava a compiere attacchi su larga scala all'interno della capitale somala. Questo evento evidenziò la resilienza del gruppo e la sua capacità di continuare i grandi attacchi a Mogadiscio, indicando che al-Shabaab guidato da Godane rimarrà un attore significativo nel paese nonostante le perdite territoriali e altre battute d'arresto subite dalla primavera del 2011.
Nel maggio 2014, Godane tenne un discorso sulla sofferenza dei musulmani in Kenya e in tutto il mondo: "Consigliamo ai musulmani in diverse parti del mondo che soffrono sotto il tallone dei crociati globali contro il loro Islam di prendere le armi in per difendere la loro religione, il loro onore e le loro proprietà."

## Morte
Le operazioni per individuare Ahmed Abdi Godane durarono diversi mesi. Grazie all’aiuto delle più sofisticate tecnologie per l’intercettazione delle telecomunicazioni, ma anche e soprattutto lavorando sul piano della humint nella ricerca di fonti attendibili, il 1º settembre 2014 l'intelligence americana individuò la posizione di Ahmed Abdi Godane. Nello stesso giorno tramite un attacco con drone, effettuato come parte di una missione più ampia, il leader di Al-Shabaab venne ucciso nelle vicinanze della città costiera di Barawe. Le autorità statunitensi definirono il raid come una grave perdita simbolica e operativa per Al-Shabaab, tanto che e il governo somalo offrì un'amnistia di 45 giorni a tutti i membri moderati del gruppo militante. Gli analisti politici suggerirono anche che la morte del comandante ribelle avrebbe portato probabilmente alla frammentazione e all'eventuale dissoluzione di Al-Shabaab.
Il 2 settembre 2014, al-Shabaab confermò che Godane stava viaggiando in uno dei due veicoli colpiti da un missile AGM-114 Hellfire statunitense il giorno precedente. Non venne immediatamente confermato se lo stesso Godane fosse tra i sei militanti uccisi. I veicoli si stavano dirigendo verso la città costiera di Barawe, la base principale di al-Shabaab. Il 5 settembre 2014, il Pentagono confermò durante il vertice NATO del 2014 in Galles che Godane era stato ucciso nell'attacco. Il 6 settembre 2014, al-Shabaab confermò ufficialmente la morte di Godane e annunciò Ahmad Umar Abu Ubaidah quale suo successore.
Il 26 giugno 2017, Al-Shabaab pubblicò un documentario su Godane, intitolato "La marcia della fermezza dello sceicco Mukhtar Abu Al-Zubair" (in arabo: الوثائقي مسيرة الصمود الشيخ مختار أبو الزبير). Il documentario include interviste con membri di spicco di Al-Shabaab, come Mahad Karate e Ali Mohamed Rage, noto come "Ali Dheere". Il film include anche l'unico video conosciuto di Godane.